# Carlos Boozer
Carlos Austin Boozer, Jr. (nascut el 20 de novembre de 1981 a Aschaffenburg, Alemanya Occidental, tot i que criat a Juneau, Alaska), és un jugador estatunidenc de bàsquet que milita als Los Angeles Lakers de l'NBA.

## Carrera

### Universitat
Boozer va acudir al Juneau-Douglas High School, a Juneau, Alaska. Amb els Crimson Bears va assolir dos títols estatals consecutius, a més de ser dues vegades Parade All-America i tres vegades Jugador de l'Any a Alaska.
Després de l'institut va passar a formar part de la Universitat de Duke, amb els quals va jugar 3 temporades i va assolir 1 títol de NCAA el 2001. Va debutar com freshman en la temporada 1999-00 promitjant 13 punts i 6.3 rebots i arribant fins a la Sweet Sixteen en la qual es van topar amb Florida Gators.
En el seu any sophomore va arribar el campionat de NCAA després de derrotar en la final a Arizona Wildcats. Les seves mitjanes van ser de 13.3 punts i 6.5 rebots. En la 2001-02, el que seria la seva última temporada signaria els seus millors nombres, 18.2 punts i 8.7 rebots. Va ser inclòs en el Tercer Quintet All-America per The Associated Press i en el Millor Quintet de l'ACC. El seu 66,5% en tirs de camp va ser el millor percentatge de l'ACC, el 2n del país i el 2n en tota la història de la universitat.
Va finalitzar el seu periple universitari amb 14.9 punts i 7.2 rebots de mitjana, acabant 3r en percentatges de tirs de camp (63.1) en l'Atlantic Coast Conference.

### NBA
Carlos Boozer va ser triat per Cleveland Cavaliers en el lloc 6 de la 2a ronda del draft de 2002.
A Cleveland va passar les dues primeres temporades en la lliga, on es va guanyar el nom que té ara en la lliga. Va debutar en la temporada 2002-03 promitjant 10 punts (amb 53,6% en tirs) i 7.5 rebots en 25.3 minuts de mitjana, disputant 54 partits de titular en els 81 partits que va jugar. Com a titular va millorar els seus nombres, amb 11.8 punts (54,1%) i 8.9 rebots. Va participar en el Rookie Challenge de 2001 amb els novells, signant 11 punts, 3 rebots, 2 assistències i 3 robatoris. Va ser inclòs en el 2n. Quintet de Rookies.
En la 2003-04 va explotar a Cleveland amb 15.5 punts, 11.4 rebots i 2 assistències en 34.6 minuts. Va ser nomenat Jugador de la Setmana en la Conferència Est del 19 al 25 de gener. Va participar en el Rookie Challenge formant part de l'equip de sophomores i anotant 25 punts. Va acabar la temporada 5è en rebots i 6è en percentatges en tirs de camp. Va acabar 2n en la votació de Jugador Més Millorat per darrere de Zach Randolph.
En l'estiu de 2004, Boozer va exercir el seu dret que li permetia declarar-se agent lliure, pel que va acabar signant un contracte multianual amb Utah Jazz en una història que va generar controvèrsia i en la qual des de llavors, els afeccionats de Cleveland no han perdonat.
En la seva primera temporada amb els Jazz, la 2004-05, va signar 17.8 punts, 9 rebots i 2.8 assistències. El conjunt es va quedar fora de playoffs per 2a vegada en 22 anys. La mala temporada va estar fonamentada, principalment, per les lesions de Boozer i Kirilenko, que els va tenir apartats 31 i 41 partits, respectivament. Va anotar 36 punts davant Seattle SuperSonics l'1 de desembre de 2004, el que suposava el seu màxim en anotació, màxim que superaria el 26 de març de 2007 amb 41 davant Washington Wizards.
Boozer estava sofrint un calvari en el qual no veia la llum a la recuperació de la seva lesió, que sempre acabava posposant-se. Finalment va tornar a l'acció a la fi de febrer de 2005. Per tant, en aquesta 2005-06 només va poder disputar 33 partits en els quals promitjà 16.3 punts, 8.6 rebots i 2.7 assistències, demostrant que la seva recuperació era un fet.
Ho va acabar de ratificar un any després, en la temporada 2006-07, on va col·leccionar èxits. Promitjà 20.9 punts, 11.7 rebots i 3 assistències, va ser triat per a jugar l'All-Star al que no va poder acudir per lesió, i va arribar fins a finals de conferència amb Utah.
Es va dur a més el Jugador de la Setmana en la Conferència Oest després d'un fulgurant començament de 12-1. El 23 d'abril de 2007 Boozer va igualar la seva millor actuació amb els 41 punts que va endossar a Houston Rockets, en el 2n partit de 1a ronda de playoffs. En el decisiu 7è partit, Carlos va anotar 35 punts i va capturar 14 rebots per a liderar a Utah a les semifinals de conferència, on van superar a Golden State Warriors. Van vèncer 4-1 i van aconseguir unes finals de conferència a les quals no arribaven des de 1998. Malgrat les grans actuacions de Boozer, els Spurs de Tim Duncan van ser un escull insuperable. Durant aquests playoffs, Boozer promitjà 23.5 punts i 12.2 rebots.
L'estiu de 2014 els Chicago Bulls van exercir la clàusula d'amnistia per desvincular-se de Boozer, i els Los Angeles Lakers el van contractar per a la temporada 2014-15.

#### Estadístiques
| Temporada | Equip               | PJ | MPP  | PTS  | REB  | AST | ROB | TC%  |
| --------- | ------------------- | -- | ---- | ---- | ---- | --- | --- | ---- |
| 2002-03   | Cleveland Cavaliers | 81 | 25.3 | 10.0 | 7.5  | 1.3 | 0.7 | 53.6 |
| 2003-04   | Cleveland Cavaliers | 71 | 34.6 | 15.5 | 11.4 | 2.0 | 1.0 | 52.3 |
| 2004-05   | Utah Jazz           | 51 | 34.7 | 17.8 | 9.0  | 2.8 | 0.8 | 52.1 |
| 2005-06   | Utah Jazz           | 33 | 31.1 | 16.3 | 8.6  | 2.7 | 0.9 | 54.9 |
| 2006-07   | Utah Jazz           | 74 | 34.6 | 20.9 | 11.7 | 3.0 | 1.0 | 56.1 |